# 山本有造
山本 有造（やまもと ゆうぞう、1940年 - ）は、日本の経済学者・歴史学者。京都大学名誉教授、元中部大学特任教授。
専門は数量経済史、日本経済史特に日本帝国史、日本植民地史、貨幣・金融史。博士（経済学）。

## 略歴
京都市出身。1967年京都大学大学院経済学研究科修士課程修了。三和銀行を経て、京都大学人文科学研究所助手、神戸商科大学助教授、京都大学人文科学研究所助教授、同教授、中部大学人文学部教授を経て、同大学特任教授。（2011年3月退職）
2019年春の叙勲で瑞宝中綬章を受章。
学位は博士(経済学)京都大学(1993)。

## 学会活動
社会経済史学会

## 著書

### 単著
- 『日本植民地経済史研究』（名古屋大学出版会、1992年）
- 『両から円へ 幕末・明治前期貨幣問題研究』（ミネルヴァ書房、1994年）
- 『「満洲国」経済史研究』（名古屋大学出版会、2003年）
- 『「大東亜共栄圏」経済史研究』（名古屋大学出版会、2011年）
- 『カロライン・フリート号が来た！－ペリーとハリスのはざまで－』(風媒社、2017年)

### 編著
- 『「満洲国」の研究』（京都大学人文科学研究所、1993年/改訂新版、緑蔭書房、1995年）
- 『帝国の研究 原理・類型・関係』（名古屋大学出版会、2003年）
- 『「満洲」記憶と歴史』（京都大学学術出版会、2007年）

### 共編著
- （尾高煌之助）『幕末・明治の日本経済』（日本経済新聞社、1988年）
- （梅村又次）『日本経済史 3　開港と維新』（岩波書店、1989年）
- （江夏由樹・中見立夫・西村成雄）『近代中国東北地域史研究の新視角』（山川出版社、2005年）

### 訳書
- マルチェロ・デ・チェッコ『国際金本位制と大英帝国 1890-1914年』（三嶺書房、2000年）